# Nyceryx magna
Espèce
Nyceryx magna est une espèce d'insectes lépidoptères (papillons) qui appartient à la famille des Sphingidae, sous-famille des Macroglossinae, à la tribu des Dilophonotini, sous-tribu des Dilophonotina, et au genre Nyceryx.

## Description
Imago
L'espèce peut être distinguée des autres espèces de Nyceryx par le dessus de l'aile antérieure sombre, la zone basale brunâtre-orange (semblable à Nyceryx lunaris), et des bandes violet pâle dans l'angle tornal du dessus de l'aile postérieure.

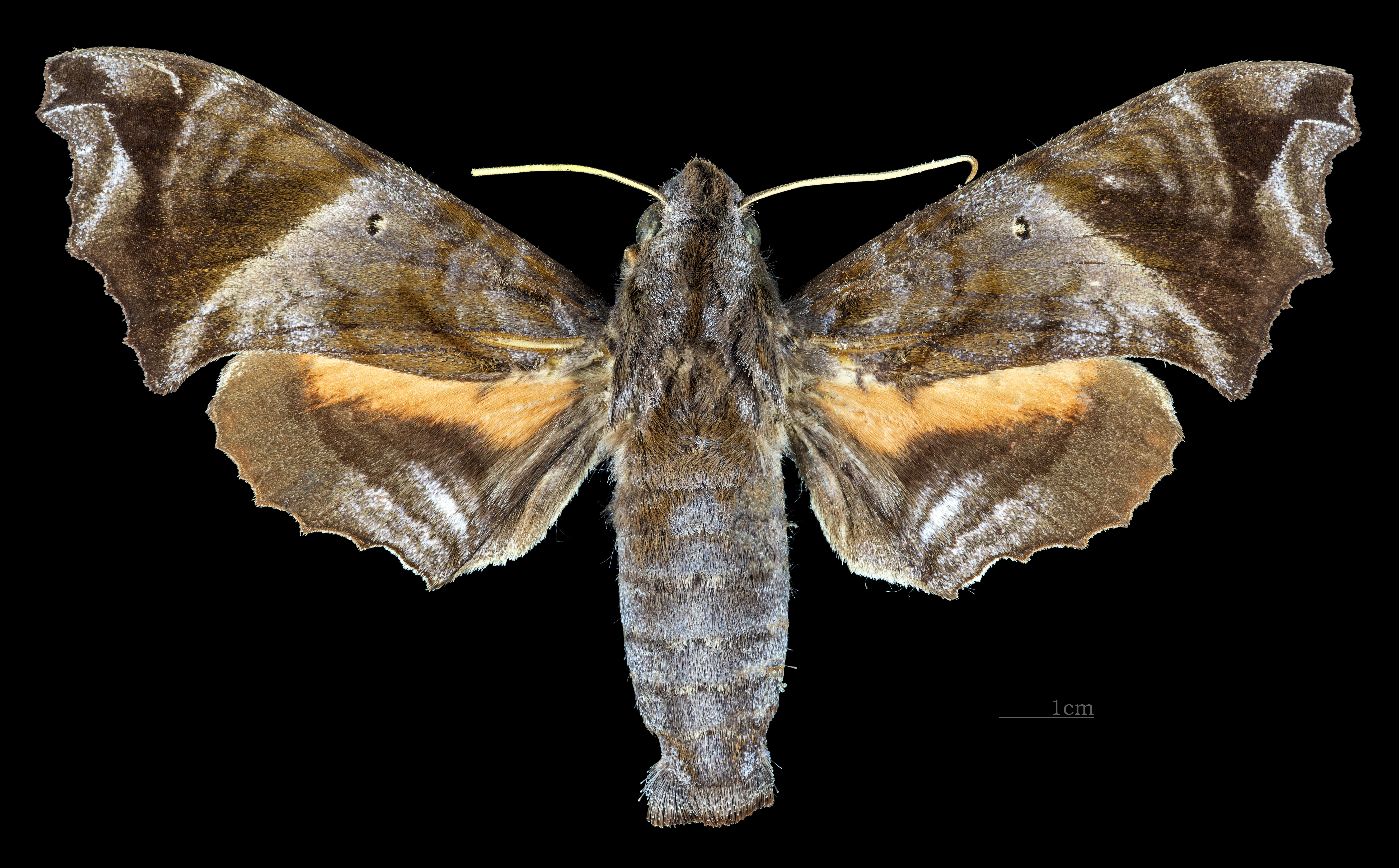
Face dorsale de la femelle (coll.MHNT)
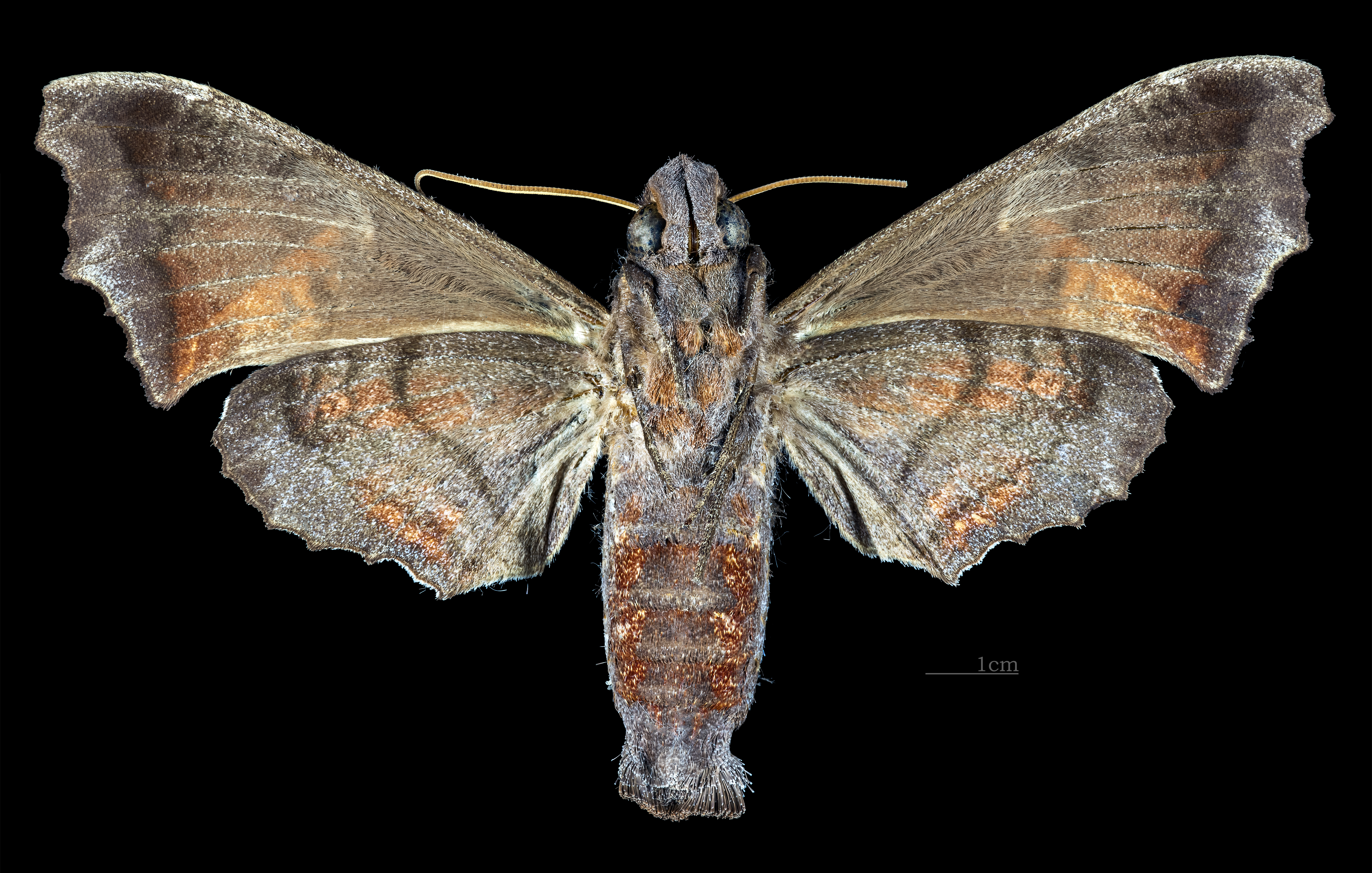
Revers de la femelle (coll.MHNT)

Chenille
Les chenilles au premier stade ont une très grosse tête et des queues allongées. Au stade final la tête a une couleur bleu-vert  et la queue est plus courte et rugueuse.
La chrysalide
Est lisse et brillante avec une alternance de bandes claires et sombres sur l'abdomen.

## Biologie
- Les adultes volent toute l'année.
- Les chenilles se nourrissent sur Pentagonia donnell-smithii et Chimarrhis parviflora.

## Répartition et habitat
Répartition
L'espèce est connue au Costa Rica, Brésil, et en Équateur.
Habitat
Nyceryx magna vole dans les plaines tropicales et subtropicales.

## Systématique
- L'espèce Nyceryx magna a été décrite par l'entomologiste Rudolf Felder en 1874 sous le nom initial de Pachygonia magna[2].
- La localité type est l'État d'Amazonas (Brésil).

### Synonymie
- Perigonia magna R Felder, 1874 protonyme